# Longitarsus ozbeki
Longitarsus ozbeki es una especie de insecto coleóptero de la familia Chrysomelidae. Fue descrita científicamente en 2005 por Aslan & Warchalowski.